# خط تندوره
خط تندوره (انگلیسی: Squall line) خط تندوره نوع دیگری از طوفان است. در اصطلاح هواشناسی، به افزایش ناگهانی و تند در وزش باد، تندوره گفته می‌شود. تندوره به طور معمول با هوای متغیر به ویژه با رگبار، طوفان یا برف سنگینی همراه است. تندوره ها افزایش در سرعت باد طی مدتی از زمان هستند‌. جالب است بدانید خطوط تندوره برای بیشتر مردم قرن نوزدهم حتی وجود نداشتند‌. طبق عقاید آن‌ها، هر جبهه سردی می‌تواند یک خط تندوره باشد. اما چنین پدیده طبیعی شدیدی می‌تواند باعث مرگ شود. خطوط تندوره موجب بارش شدید تگرگ، طوفان‌های تندری شدید، و بادهای سنگین می‌شوند.